# كلايف نج
كلايف نج هو مصرفي ماليزي، ولد في 1962.